# Henning Enoksen
Henning Enoksen (ur. 26 września 1935 w Nykøbing Mors, zm. 25 września 2016 w Grenaa) – duński piłkarz grający na pozycji napastnika. W swojej karierze rozegrał 54 mecze i strzelił 29 goli w reprezentacji Danii.

## Kariera klubowa
Swoją karierę piłkarską Enoksen rozpoczął w klubie Silkeborg IF. Zadebiutował w nim w 1954 roku w duńskiej lidze. W 1956 roku odszedł do Vejle BK. W 1958 roku wywalczył z nim dublet – mistrzostwo oraz Puchar Danii. W 1959 roku ponownie zdobył krajowy puchar. W 1962 roku odszedł do Aarhus GF. W 1965 roku sięgnął po Puchar Danii, a w 1967 roku zakończył karierę piłkarską.

## Kariera reprezentacyjna
W reprezentacji Danii Enoksen zadebiutował 15 maja 1958 roku w wygranym 3:2 towarzyskim meczu z Antylami Holenderskimi, rozegranym w Aarhus. W debiucie zdobył 2 gole. W 1960 roku zdobył srebrny medal na Igrzyskach Olimpijskich w Rzymie. W kadrze narodowej od 1958 do 1966 roku rozegrał 54 spotkania i zdobył w nich 29 bramek.

## Kariera trenerska
W 1973 był selekcjonerem reprezentacji Islandii, którą prowadził w 6 meczach.